# 铜镜

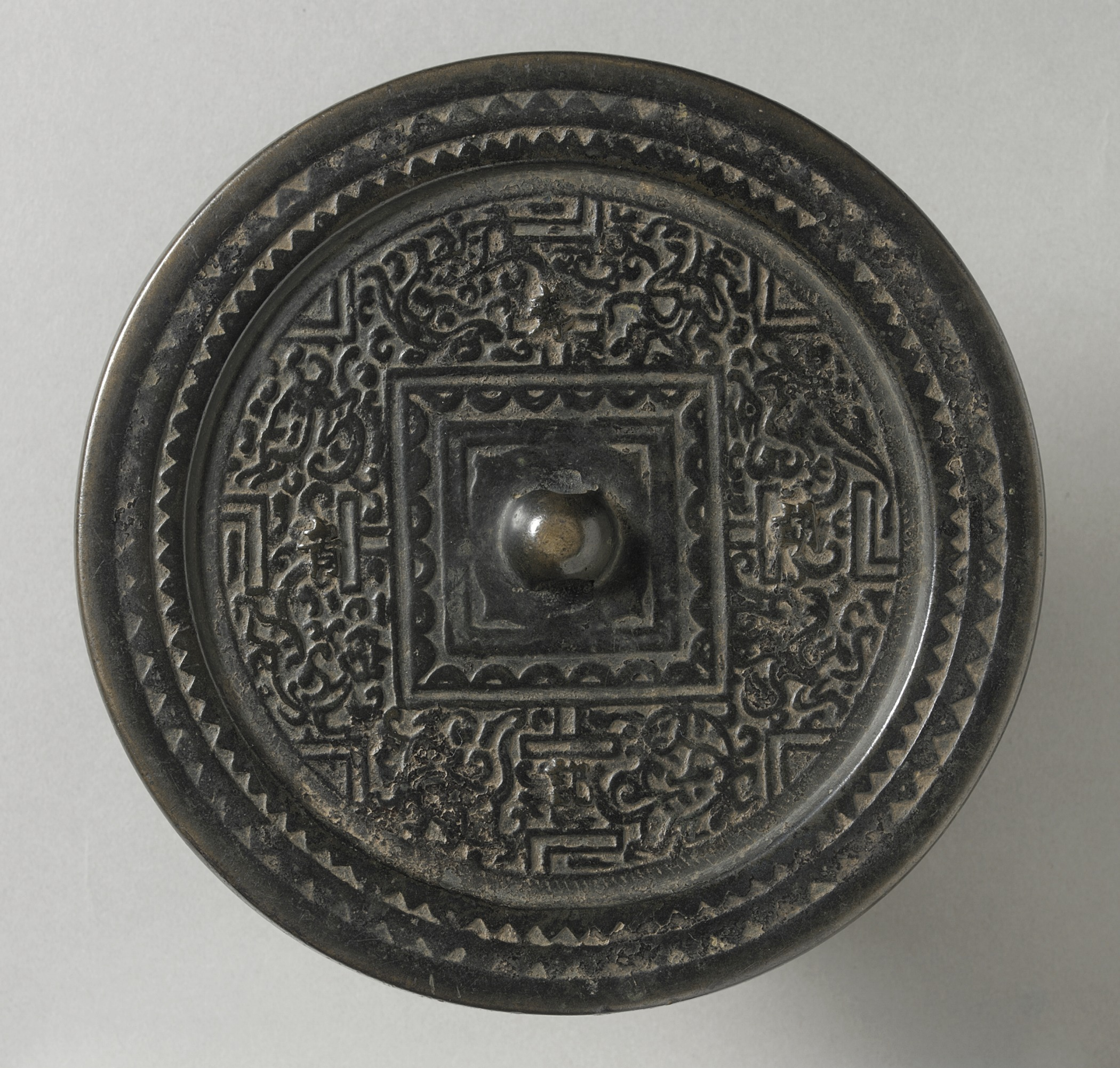
一面东汉时期的博局镜

铜镜，古代用于映照面部的日常生活用具，多为青铜制作，在现代镜子发明、普及之前曾在世界各地广泛使用。

## 历史
古埃及人从公元前2900年开始使用抛光铜镜。在印度河流域文明，铜镜的制造可以追溯到公元前2800至2500年，其铜镜主要为圆形。